# Salon de Bruxelles de 1863
Le Salon de Bruxelles de 1863 est la dix-neuvième édition du Salon de Bruxelles, exposition périodique d'œuvres d'artistes vivants. Il a lieu en 1863, du 3 août au 15 octobre dans un bâtiment provisoire place du Trône à Bruxelles, à l'initiative de la Société royale de Bruxelles pour l'encouragement des beaux-arts.
Ce Salon est le onzième organisé depuis l'Indépendance de la Belgique en 1831. Les prix sont remis sous forme de médailles d'or, ainsi que de récompenses pécuniaires. L'exposition est marquée par le déclin de la peinture d'histoire au profit des paysages et de la sculpture. 

## Organisation
Pour chaque exposition, les dates et l'organisation générale sont fixées par arrêté royal, sur proposition du ministre responsable. La commission directrice de l'exposition est ensuite nommée par arrêté ministériel, le règlement de l'exposition est également fixé par arrêté ministériel. Chaque Salon est donc géré par une commission directrice distincte.

## Contexte
Ce Salon est le onzième organisé depuis l'Indépendance de la Belgique en 1831. L'exposition de 1863 débute le 3 août 1860. Le Salon est inauguré par le roi Léopold Ier, son fils et sa bru le duc et la duchesse de Brabant et son fils cadet le comte de Flandre. Pour la première fois, le Salon a lieu dans le nouveau local de l'exposition, place du Trône à Bruxelles. Qualifié de « baraque », l'édifice provisoire a été couvert de toile peinte simulant le granit et un jardinet l'entoure. Le bâtiment est divisé en dix salles dont neuf sont consacrées à la peinture et une à la lithographie, le dessin et les gravures. Une galerie expose une partie des sculptures, dont bon nombre sont aussi présentes au milieu des salles affectées à la peinture. Chacun des dix compartiments est vaste et élevé, la lumière y est largement répandue par des plafonds garnis de verre dépoli. À cet égard, les artistes sont satisfaits. En revanche, beaucoup de tableaux sont placés à une trop grande élévation, tandis qu'il n'y a presque plus que des petits tableaux, destinés à être regardés de près. L'abandon de la grande peinture au profit de toiles de dimension modeste, requiert davantage une superficie horizontale importante. L'article du règlement qui stipule que les œuvres ne doivent pas être déplacées au cours de l'exposition gagnerait à être abrogé afin de permettre un remaniement au terme d'un mois en faveur des ouvrages les moins visibles.

## Catalogue

### Données générales
Alors que le Salon de 1860 comprenait près de 1 114 numéros, l'édition de 1863 en propose 1 272. Elle constitue donc une des plus importantes jamais organisées. Plusieurs peintres belges de renom se sont abstenus, occupés à des travaux d'importance monumentale. Un bon nombre d'objets d'art provient de l'étranger, surtout de France. Le contingent fourni par les peintres hollandais et allemands est moindre qu'aux expositions précédentes en raison de la coïncidence de l'exposition de Bruxelles avec celles d'Amsterdam et de La Haye. Quelques tableaux d'Italie sont parvenus et l'on commence à voir de nouveaux talents de cette contrée. Le nombre de visiteurs est supérieur à celui du Salon de 1860.

### Peinture

#### Tableaux d'histoire et portraits
La peinture d'histoire est assez faiblement représentée, mais offre quelques remarquables exceptions comme Épisode de la retraite de Russie par Hippolyte Bellangé. Cesare Dell'Acqua propose Sortie des Milanais contre Barberousse et Mort héroïque des femmes souliates réfugiées à Regniassa que Camille Lemonnier n'admire pas en raison du manque de souffle de vie de la première toile et du tragique conventionnel de la seconde. Le critique du journal L'Indépendance belge est plus nuancé et juge Dell'Acqua comme doué de deux qualités : l'intelligence et la conscience. Ses sujets expriment un esprit patriotique, comme sa représentation des Milanais face à Barberousse, une composition qui présente du mouvement, des groupes bien formés, difficiles à exécuter dans une foule en marche, des figures expressives, une lumière bien distribuée, un ton local bien observé, mais un dessin présentant quelques défauts dans les proportions et la justesse des mouvements,,.

#### Paysages, scènes villageoises, peinture d'animaux et marines

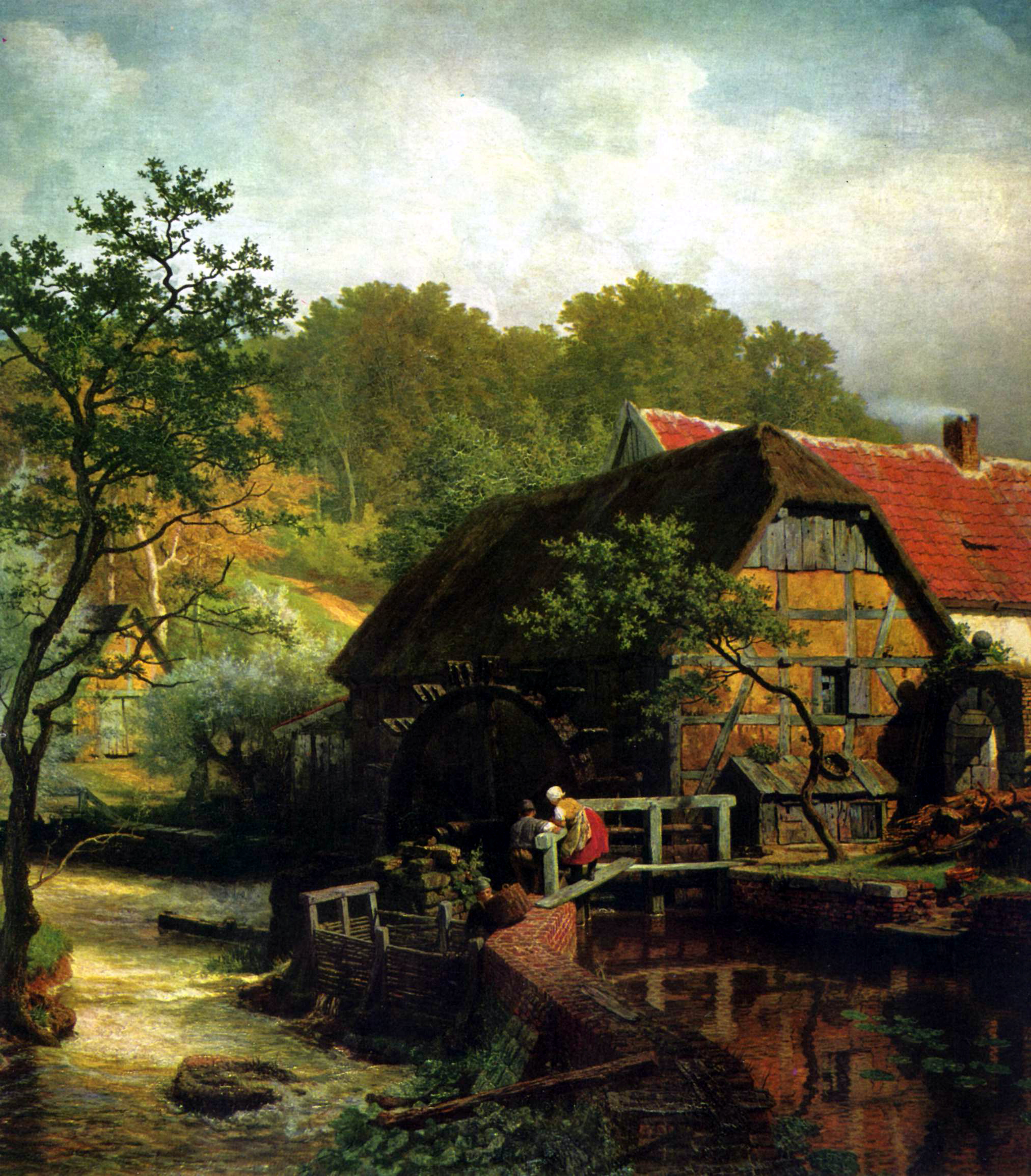
Paysage avec moulin par Andreas Achenbach en 1863.

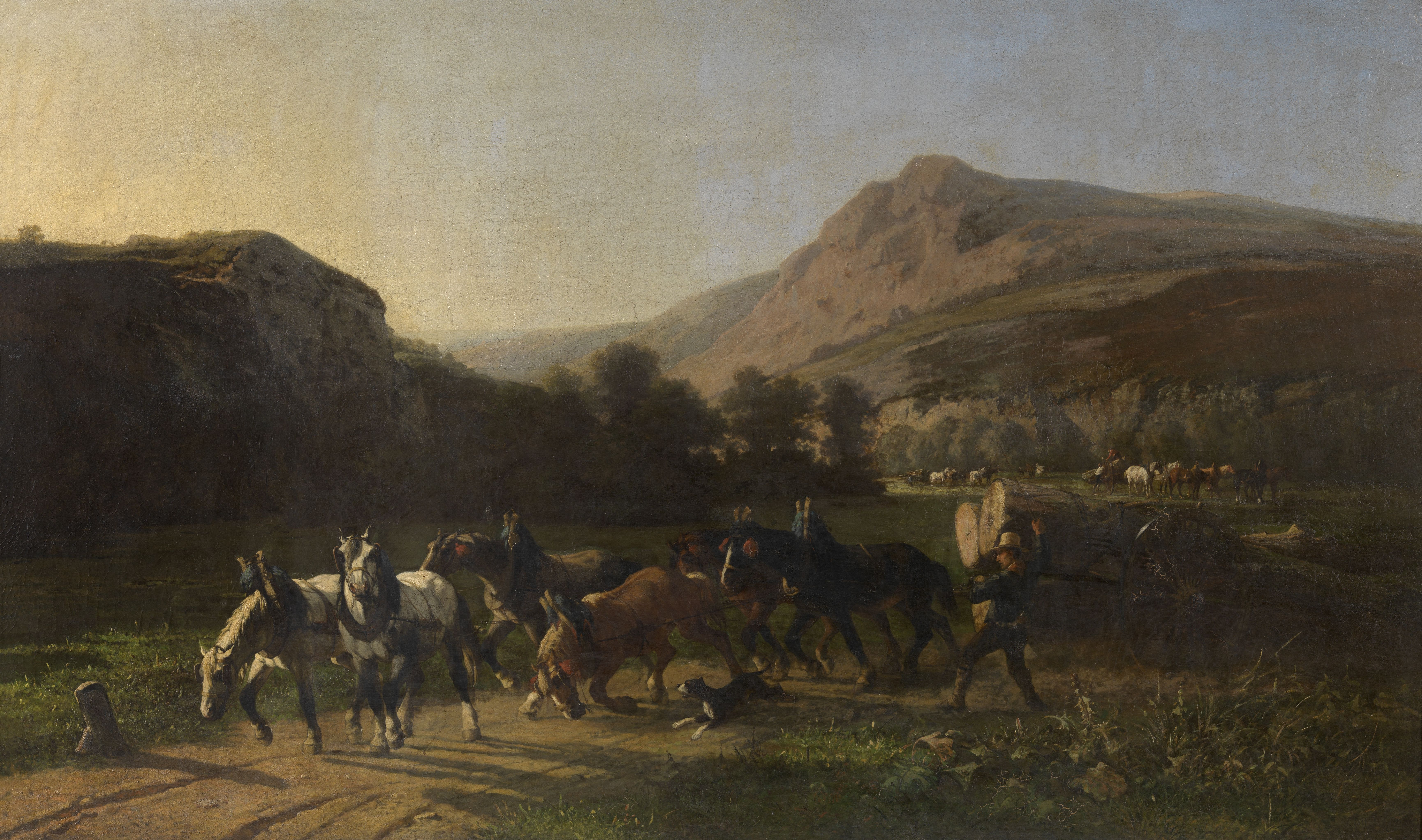
Paysage ardennais avec figures et animaux ou La Traîne des bois dans les Ardennes, par Paul Van der Vin Musée des Beaux-Arts de Gand.

Les paysages sont désormais majoritaires et sont principalement remarqués par leur robuste qualité et leur vigoureuse compréhension de la nature. L'école des paysagistes est en progrès et représentée par des artistes sincèrement épris de charmes agrestes et offrent des compositions qui possèdent de l'air et de la profondeur. Les frères Achenbach de Düsseldorf exposent des toiles prestigieuses de leur pinceau hardi et merveilleux coloriste : Andreas, d'une vieille renommée a conservé la juvénile inspiration de ses premières toiles, comme dans Paysage avec moulin et dans sa mélancolique Vue prise en Norwège et son frère Oswald, poète des lointains, a apporté de magnifiques coloris dans ses vues de Naples,. Paul Van der Vin expose La Traîne des bois dans les Ardennes, acquis par le Musée des Beaux-Arts de Gand.
Edmond De Schampheleer expose quatre toiles. L'écrivain Camille Lemonnier écrit : « Monsieur De Schampheleer comprend la nature et, loin d'être un profane qui ne voit dans ce livre merveilleux, que des pages incohérentes, faites d'eau et de terre, d'ombre et de soleil, il discerne le sens du sublime mystère. […] Quelle poésie vraie dans le Midi. Comme l'on sent bien peser dans tout le paysage le souffle des heures brûlantes et que la lumière de ce soleil voilé baigne vaporeusement ces grands blés qui se déploient comme une nappe d'or pailletée de coquelicots. […] Le tableau Après l'orage fait un poignant contraste avec la sérénité du Midi. Les arbres sont tordus par d'âpres rafales, l'eau creuse des ornières dans le sol, les blés sont renversés. un groupe lugubre traverse le chemin. Deux hommes portent un cadavre : une femme les accompagne en sanglotant et des enfants s'accrochent aux jupes de la femme. Le vent a brisé l'arbre et l'homme est tombé avec l'arbre : voilà une famille sans le pain. »
Charles-François Marchal a envoyé de Paris Choral de Luther représentant des paysannes alsaciennes, suivies de paysans, chantant au lever du soleil le chant protestant. L'effet est d'une grande sérénité. Pour sa part, Gustave Brion propose Noces en Alsace, un tableau devenu très connu grâce à l'esprit de son dessin, la science de sa composition et ses qualités de couleurs.    

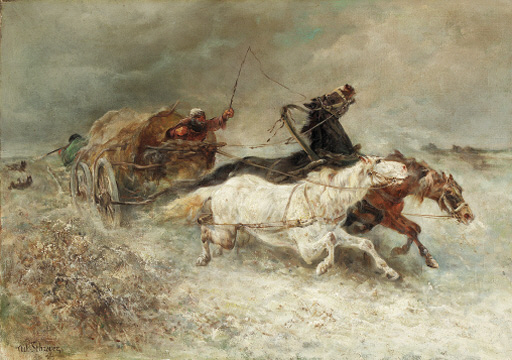
Attelage valaque par Adolf Schreyer.

Charles Verlat, au talent presque unique lorsqu'il peint un seul animal, expose sa spirituelle Une singerie, une charge à l'adresse du critique d'art Jean Rousseau du Figaro et Un Froid de chien, qui présente une certaine confusion dans les animaux représentés. D'autres artistes représentent des animaux, tels les frères Charles-Philogène Tschaggeny et Edmond Tschaggeny qui ont exposé quelques bonnes toiles, témoins de leurs progrès, surtout en ce qui regarde le premier. L'Attelage valaque de Adolf Schreyer retient aussi l'attention du public,.
Les marines, dont le nombre est assez restreint ont de l'ampleur et du mouvement : François Musin, Louis Barnaba, Theodore Alexander Weber, Théodore Gudin et Johannes Hilverdink fils,.

### Sculpture
La sculpture est modestement représentée au Salon, à l'instar de la peinture, elle manque de caractère et de style. Les jeunes sculpteurs belges manquent de modèles dont ils peuvent s'inspirer. Le groupe en plâtre Ugolin de Jean-Baptiste Carpeaux est probablement le meilleur ouvrage de l'exposition. La statue en marbre Faune à la coquille d'Antoine Sopers est l'œuvre d'un artiste qui donne de grandes espérances. La Barque de l'Amour de Charles-Auguste Fraikin est un motif grâcieux, mais le corps de l'Amour est trop ramassé. Le Réveil de l'Amour de Théodore Geefs est trop fade pour un sujet mythologique.

### Gravure, eau-forte, lithographie
Les gravures ont été accrochées à vingt-cinq pieds de haut et sont difficilement visibles. Le Sommeil de Jésus par Achille-Louis Martinet est l'œuvre d'un excellent graveur. Eduard Mandel a gravé au burin une Madonna Colonna très exacte, mais très sèche. Jean Baptiste van der Sypen expose L'Archet brisé, gravure d'après Louis Gallait. Joseph Wildiers a réalisé, à la demande de la Société des beaux-arts, Épisode du massacre des innocents, gravure au burin d'après le tableau de Nicaise De Keyser,. Les aquafortistes sont dignement représentés par les Français Maxime Lalanne, Théodule Ribot et par James Abbott McNeill Whistler résidant à Londres. Les lithographies sont peu représentées : Ernst Milster de Berlin a reproduit quatre tableaux de Karl Becker, dont Le Carnaval à Venise.

## Résultats

### Ordre de Léopold
En vertu de l'arrêté royal du 16 novembre 1863, un artiste Jean-Baptiste Madou, officier de l'ordre de Léopold, devient commandeur. Six artistes belges : François-Antoine Bossuet, Édouard De Bièfve, Théodore Fourmois, Jean-François Portaels, Louis Robbe, Ernest Slingeneyer et Joseph Stevens, artistes peintres à Bruxelles, tous déjà chevaliers, deviennent officiers, de même que le peintre français Ernest Meissonier. 
Treize artistes sont élevés au rang de chevalier l'ordre de Léopold. Les nouveaux chevaliers sont : Jules Breton (peintre à Courrières), Gustave Brion (peintre alsacien), Cesare Dell'Acqua (peintre à Bruxelles), Édouard Fiers (sculpteur à Bruxelles), Louwrens Hanedoes (d) (peintre à La Haye), Jozef Israëls (peintre à Amsterdam), Ludwig Knaus (peintre à Berlin), Jean-Baptiste Kindermans (peintre à Bruxelles), Eduard Mandel (graveur en taille-douce à Berlin), Joseph Quinaux (peintre à Bruxelles), Joseph Stallaert (directeur de l'Académie des beaux-arts à Tournai), François Stroobant (peintre et dessinateur à Bruxelles) et Joseph van Severdonck (peintre à Bruxelles).

### Médailles d'or
Sur proposition du jury des récompenses au gouvernement, douze médailles d'or sont décernées, en vertu de l'arrêté royal du 16 novembre 1863, aux artistes suivants : Louis Baeckelmans (d) (architecte à Anvers), Henri Bource (peintre à Anvers), Jean-Baptiste Carpeaux (statuaire à Paris), Charles-François Daubigny (peintre à Paris), Gustave Léonard de Jonghe (peintre à Paris), Adolphe Fassin (statuaire à Liège), Jacques-Léonard Maillet (statuaire à Paris), Alexandre Markelbach (peintre à Bruxelles), Jean-Mathieu Nisen (peintre à Liège), Adolf Schreyer (peintre à Paris), Gustave Simonau (peintre aquarelliste à Bruxelles) et Alfred Verwée (peintre à Bruxelles).

### Encouragements financiers
L'arrêté royal du 16 novembre 1863 accorde à titre d'encouragements des subsides d'élevant à une somme de 12 000 francs à plusieurs artistes ayant participé à l'exposition des beaux-arts.

### Achats par le gouvernement
Le gouvernement acquiert la sculpture en marbre La Barque de l'Amour de Charles-Auguste Fraikin, ainsi que cinq tableaux exposés au Salon : Le Coin du feu de Auguste Toulmouche, Douleur partagée de Henri Joseph Camptosto, La Belle écurie de Louis Van Kuyck, Vue de l'entrée du palais de Frédéric IV à Heidelberg de François Stroobant et Cache-cache de Gustave Léonard de Jonghe afin de les envoyer au musée des beaux-arts,.

### Catalogue
- Catalogue, Exposition générale des Beaux-Arts de 1863, catalogue explicatif, Bruxelles, Charles Lelong, 1863, 150 p. (lire en ligne).